# آب‌سنگ حلقوی ابون
آب‌سنگ حلقوی ابون (به لاتین: Ebon Atoll) یک آب‌سنگ حلقوی در جزایر مارشال است که در زنجیره رالیک واقع شده‌است. آب‌سنگ حلقوی ابون ۵٫۷۵ کیلومتر مربع مساحت و ۷۰۶ نفر جمعیت دارد و ۳ متر بالاتر از سطح دریا واقع شده‌است.